# 道 (小說)
〈道〉，陳火泉著，中篇日文小說。原載於1943年7月《文藝台灣》第6卷第3號，1943年12月出版同名小說集《道》。發表當時，得到作家濱田隼雄、西川滿的讚賞，成為日治時期皇民文學的代表著作。1979年7月由陳氏自行翻譯為中文，連載於《民眾日報副刊》。臺灣文學史對於這篇作品的討論，聚焦於作品呈現的臺灣人認同問題。

## 內容簡介
小說背景為皇民化運動在臺灣如火如荼進行，臺灣青年陳青楠（主角）苦惱如何從不被認同的本島人（臺灣人）變成真正的天皇子民。陳青楠受雇於專賣局樟腦課，自認對日本文化理解的程度絕不輸日本人。即使改良蒸餾樟腦的方式，提高產量而受到獎勵，但陳青楠依然沒有得到升遷，繼續忍受歧視與微薄的待遇。
為了讓自己更接近日本人，青楠藉著撰寫手記，反覆論證皇民並非天生，從日本歷史也可得知，日本人也時常接受外來的血脈。即使不是日本人所生，臺灣人仍可以透過「精神系圖」，成為天皇的子民。故事最後，青楠的理論遭到忽視，最後他領悟到，必須加入志願兵行列，利用身體犧牲的儀式，才能換得日本人的身份認同。

## 創作背景
作者陳火泉1930年畢業於臺北工業學校（即今臺北科技大學）應用化學科，畢業後進入「臺灣製腦株式會社」工作。1934年日本政府為便於統一管理，後將製腦會社撤銷，歸併於臺灣總督府專賣局，陳火泉也轉入臺灣總督府專賣局鹽腦課上班。
總督府專賣局任職期間，陳火泉發明了火旋式樟腦蒸餾法，能提昇樟腦的生產量達百分之十六，這項發明也讓他獲得1941年「全日本產業技術戰士顯彰大會」獲得表揚。然而即使如此，依然無法獲得升職。陳火泉的工作經歷與所受到的歧視，都成為〈道〉的人物形象與情節素材。

## 小說形式與技巧

### 主要人物介紹
藉由臺灣人陳青楠代表臺灣人的處境，日本人廣田股長代表殖民政府的態度，呈現臺灣人和日本人之間的矛盾。
主角（陳青楠）：
在專賣局樟腦課上班的青年，已經任職十年，因為自己是本島人（臺灣人）的身分，屢屢無法得到升遷。然而他自認對於日本文化的掌握，不亞於一般的日本人。在屢遭日本人的歧視後，撰文提出讓本島人成為皇民的方式，就是以精神為依歸。但這樣的思想理論不被日本人接受，故事最終，主角體悟到必須成為志願兵為國犧牲，才可以成為真正的皇民。
廣田股長：
主角陳青楠的上司，時常跟陳青南討論何謂「日本精神」與「天皇信仰」。認為只要能替天皇死，就是所謂的皇民，認為本島人沒有這樣的精神。

### 寫作技巧及特色
〈道〉屬於自傳性質小說，主角陳青楠和作者陳火泉都在專賣局的樟腦課任職。小說內文關於火旋式樟腦蒸餾灶的描寫與發明，也符合作者對於自己職業的自述。根據作者的回憶錄，即使對於殖民政府的差別待遇感到不滿，但在檢閱制度之下，撰寫小說〈道〉時，必須將諷刺的內容埋於字裡行間。學者垂水千惠認為陳火泉並未直面批判殖民政府臺日的差別待遇，而是藉由小說的主角犧牲、傷害身體，進而引發殖民者的愧疚感。

## 出版和評價

### 版本及差異
陳火泉的中篇日文小說〈道〉最早刊載於1943年7月的《文藝台灣》第6卷第3號，同年11月則有小說〈張先生〉刊載於《文藝台灣》第6卷第6號。這兩篇日語小說作品，稍晚以「高山凡石」為筆名，出版單行本《道》中（臺北：臺灣出版文化株式會社；1943.12.28），為「皇民叢書」出版系列之第一冊。日文作品〈道〉在《文藝台灣》及《道》的版本無明顯差異，惟時任《文藝台灣》主編的西川滿曾指該篇作品因日文文法錯誤而有編輯調整。1979年陳火泉本人將〈道〉翻譯為中文，並分41回連載於《民眾日報》中（1979.07.07－1979.08.16），陳火泉並於連載前說明〈道〉的部分篇幅曾在日治時期遭刪減。

### 評價及影響
1943年〈道〉在《文藝台灣》上發表時，濱田隼雄、西川滿並在小說後為文盛讚，稱之為「獨樹一幟的皇民文學作品」。此外，同年度亦有評析〈小說〈道〉について〉（佚名，《台灣藝術》9 月號，1943.09）。在《文藝台灣》的宣傳下，中篇小說〈道〉成為當時「皇民文學」的樣本之作，而「皇民文學」也經此確立意義。此外，楊逵的未刊稿中也曾針對〈道〉評論〈この〈道〉あり──文芸時評〉。
待至1970年代的臺灣文學研究興起脈絡中，〈道〉的文學及歷史意義再度激起研究者的討論，而在1990年代以後，臺灣社會對臺灣主體性的討論與關注，也讓自1943年問世後即定調的「皇民文學」觀點受到挑戰。由於〈道〉中探討主角在專賣局中面臨的升遷困境，論者亦指其為抗議殖民社會階級現狀的「抗議文學」，包含葉石濤、鍾肇政等作家、學者星名宏修等，不過，學者垂水千惠、林瑞明等則持反對意見。此外，亦有如井手勇《決戰時期台灣的日人作家與皇民文學》、柳書琴〈誰的文學？誰的歷史？──日據末期臺灣文台主體與歷史詮釋之爭〉等論作，則進一步探討「皇民文學」的概念歸納與生成過程進行探討，讓關於皇民化運動、皇民文學等認同議題的討論更加深刻。

## 軼聞
陳火泉曾在1966年11月《中央日報》副刊刊出的自傳散文〈寫到天荒地老〉自述，1943年7月1日發表於《文藝台灣》（第六卷第三號）小說〈道〉，差一點就得到日本純文學獎－芥川賞。1967年10月葉石濤發表〈兩年來的省籍作家及其小說〉，也提及陳火泉的中篇小說〈道〉差一點就獲得日本最高文學獎芥川獎。不過吳濁流認為這不是事實。:77-79
根據網站「芥川賞のすべて・のようなもの」，芥川賞第18回的推薦候選篇目共有十篇，確有一篇作品〈道〉，但作者並非陳火泉（或筆名高山凡石），而是「織田作之助」，發表在1943年9月的日本內地雜誌《文藝》。